# Jean-Joseph Mounier

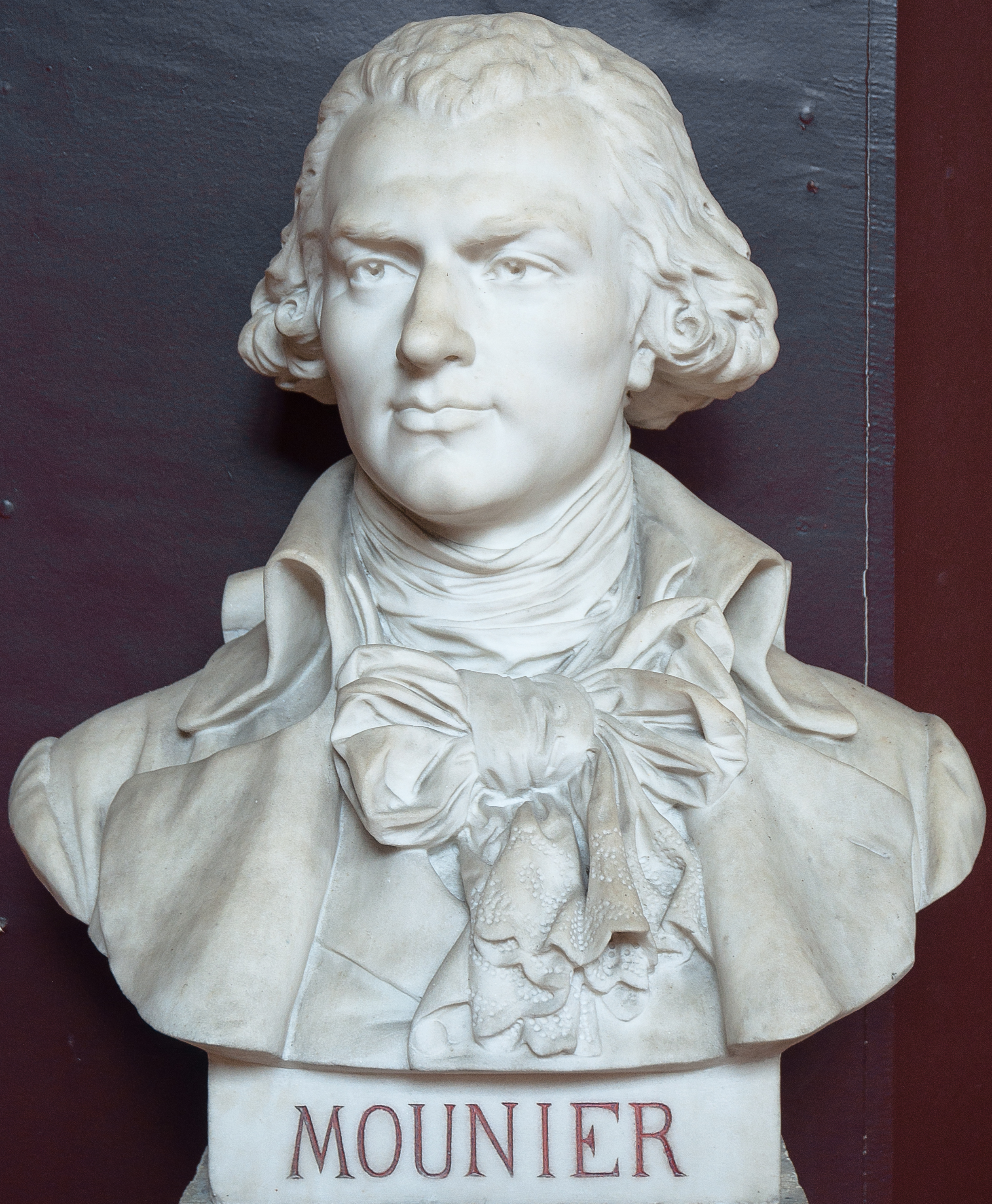
Jean-Joseph Mounier

Jean-Joseph Mounier (Grenoble, 12 november 1758 – Parijs, 26 januari 1806) was een Frans jurist en politicus tijdens de Franse Revolutie. Mounier was gematigd en ijverde voor de invloed van een derde macht, uitgeoefend door aristocraten, zowel tegen de invloed van de koning als die van het volk. Aan de vooravond van de Franse Revolutie kwam hij op voor de rechten van de provincie en de ontwikkelingen in Grenoble waren van invloed op de gebeurtenissen in Parijs. Mounier was de oprichter van de "Monarchiens" partij in augustus 1789, waartoe ook Pierre-Victor Malouet behoorde.
Mounier was zowel een tegenstander als een volgeling van de visie van Charles de Montesquieu. Hij vond Het maatschappelijk verdrag van Jean-Jacques Rousseau het slechtste werk over regeren ooit geschreven. Hij was ook een tegenstander van Emmanuel Joseph Sieyès en Honoré Gabriel de Riqueti, ook bekend als Mirabeau. In 1795 stelde hij vast dat 'de meeste Fransen verlangen naar orde, rust, persoonlijke veiligheid een eerbiediging van de eigendom'. Mournier beweerde dat noch de philosophes, noch de Vrijmetselaars, of de Illuminati enige belangrijke rol speelden tijdens de revolutie en bagatelliseerde de rol van de Hertog van Orleans.

## Biografie

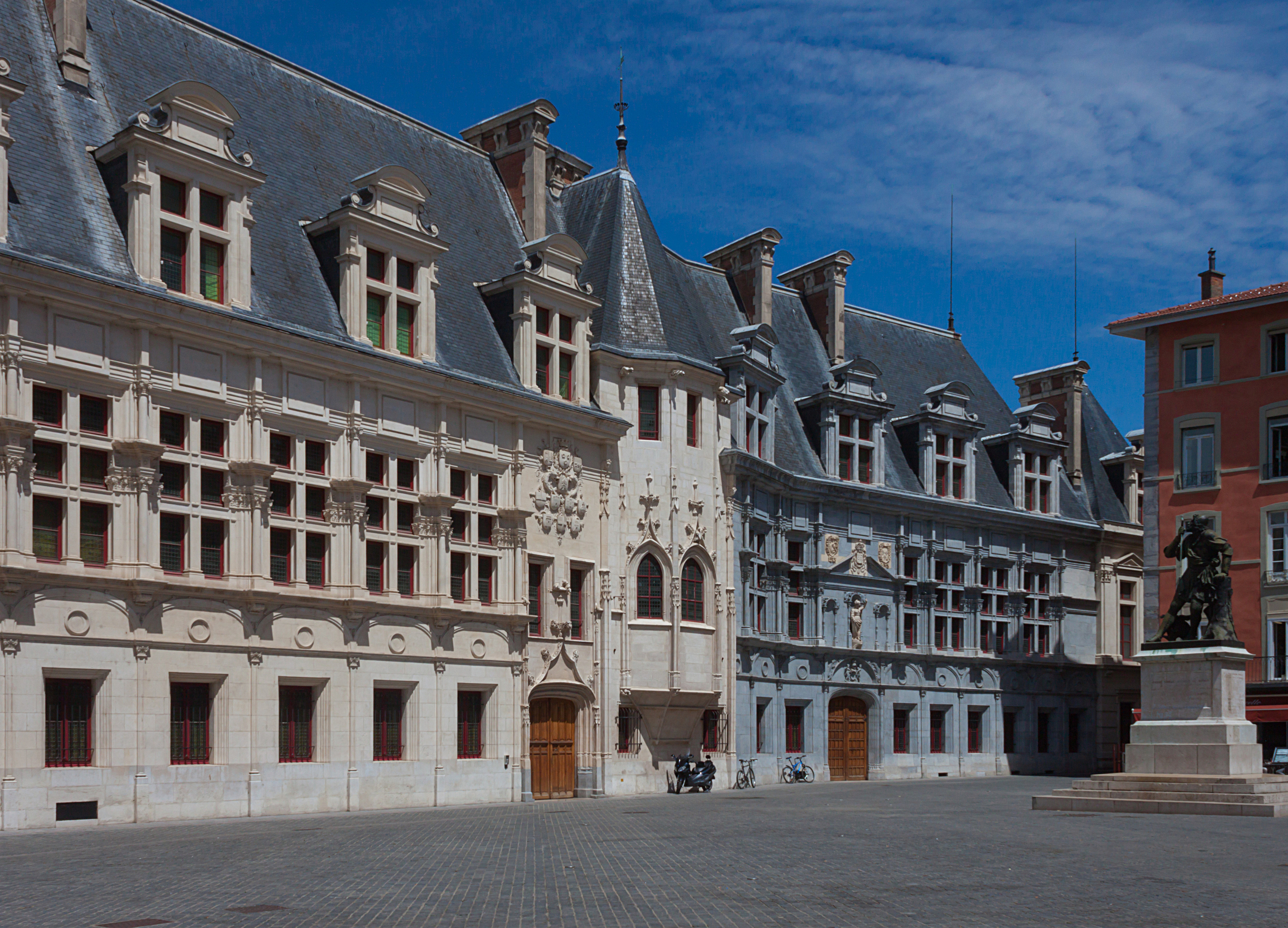
Palais du parlement du Dauphiné.

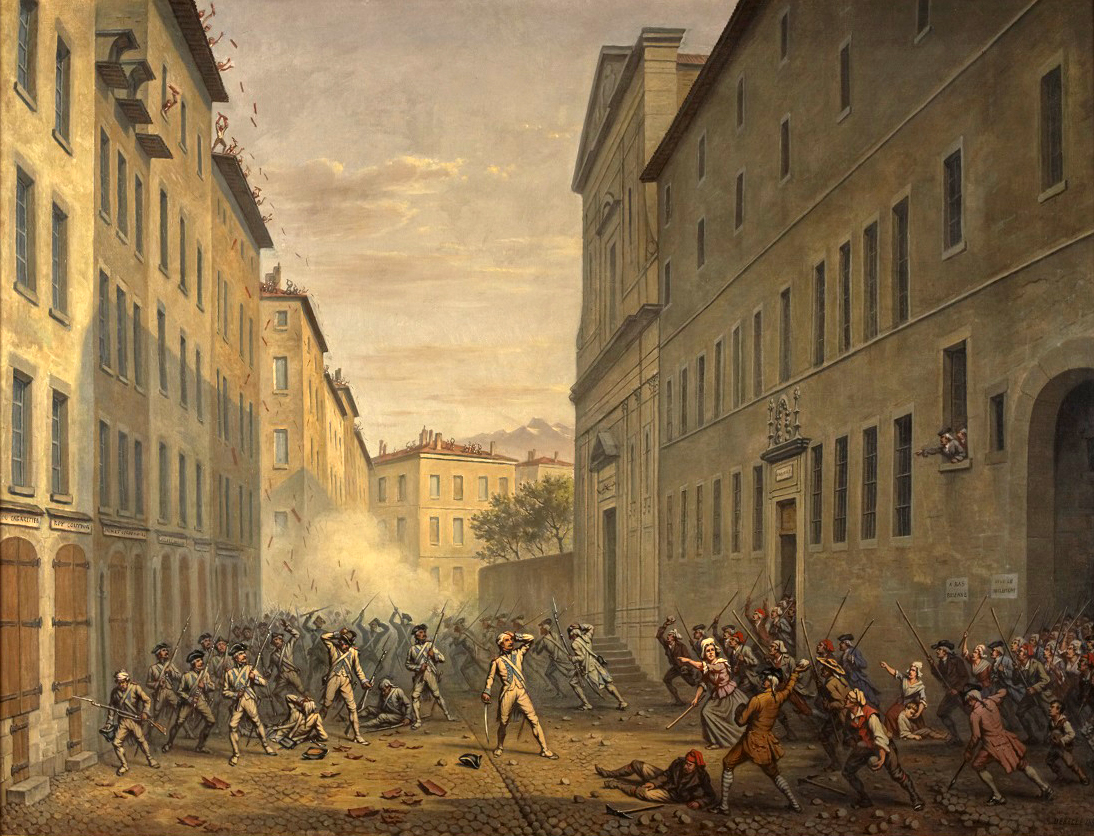
7 juni 1788 in Grenoble ofwel "Journée des tuiles", (de dag van de dakpannen), waarbij de bevolking op gewelddadige wijze steun geeft aan het voorstel voor het bijeenroepen van de provinciale staten; schilderij door Alexandre Debelle

Jean-Joseph Mounier werd geboren als zoon van een lakenhandelaar. Hij werd opgevoed door een oom en studeerde rechten in Orange. Door zijn medestudenten werd hij Cato genoemd. In 1779 vestigde hij zich als advocaat; in 1782 trouwde hij met de dochter van de procureur des konings. In 1783 kocht hij het ambt van rechter in de stad Grenoble. Vanwege zijn zwakke stem besloot hij zich te concentreren op het geven van raad. Mounier leerde Engels en bestudeerde de Britse Grondwet en het Engelse politieke systeem, dat destijds in Frankrijk als vooruitstrevend gold.
In 1788 nam hij deel aan de strijd tussen de notabelen in de parlementen en het absolutistische hof. Mounier bepleitte een omwenteling in beperkte omvang en een scheiding tussen de uitvoerende en wetgevende macht.  Mounier vond dat de parlementen in ere moesten worden hersteld en de hervormingen teruggedraaid. Hij werd benoemd tot secretaris van de vergadering, en belast met de Cahier de doléances (grieven en protesten van het Franse volk aan koning Lodewijk XVI en Jacques Necker). 
Op 21 juli 1788 kwamen de provinciale Staten in de Dauphiné bijeen in het kasteel van Vizille. De vergadering werd bijgewoond door 50 geestelijken, 165 edelen en 276 vertegenwoordigers van de Derde Stand. Mounier opperde dat de Derde Stand twee keer zo sterk vertegenwoordigd zou moeten zijn als de geestelijkheid en de adel; de onderste lagen van de Derde Stand waren al jaren uitgesloten volgens Mounier. De provinciale staten eisten de bijeenroeping van de Staten-Generaal van Frankrijk. Mounier en zijn kompaan Antoine Barnave, een begaafd spreker, waren de initiatiefnemers. Op 8 augustus 1788 riep minister Étienne Charles de Loménie de Brienne op tot een vergadering van de Franse Staten Generaal op 1 mei 1789.

## Constituerende Vergadering

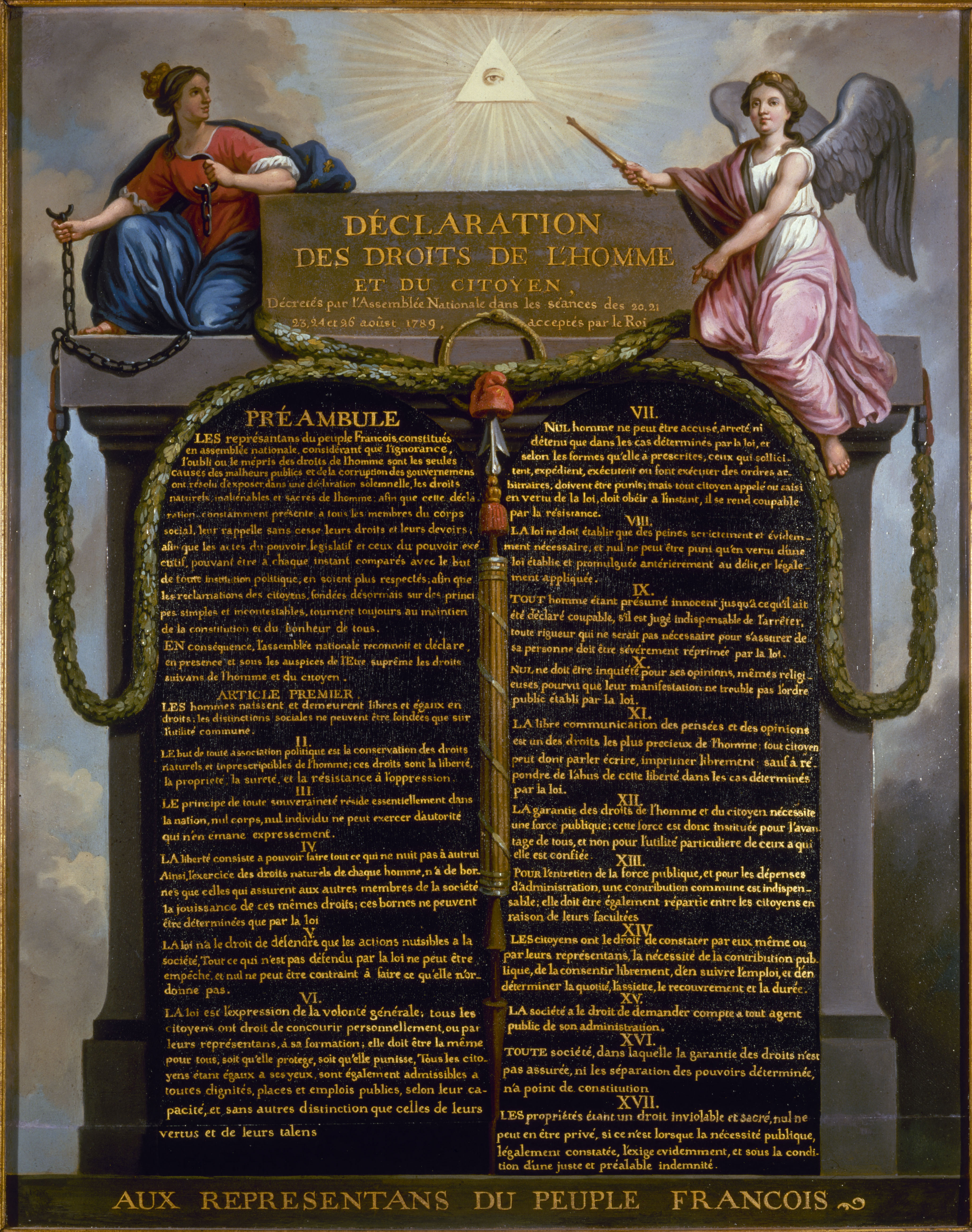
De Verklaring van de Rechten van de Mens en de Burger.

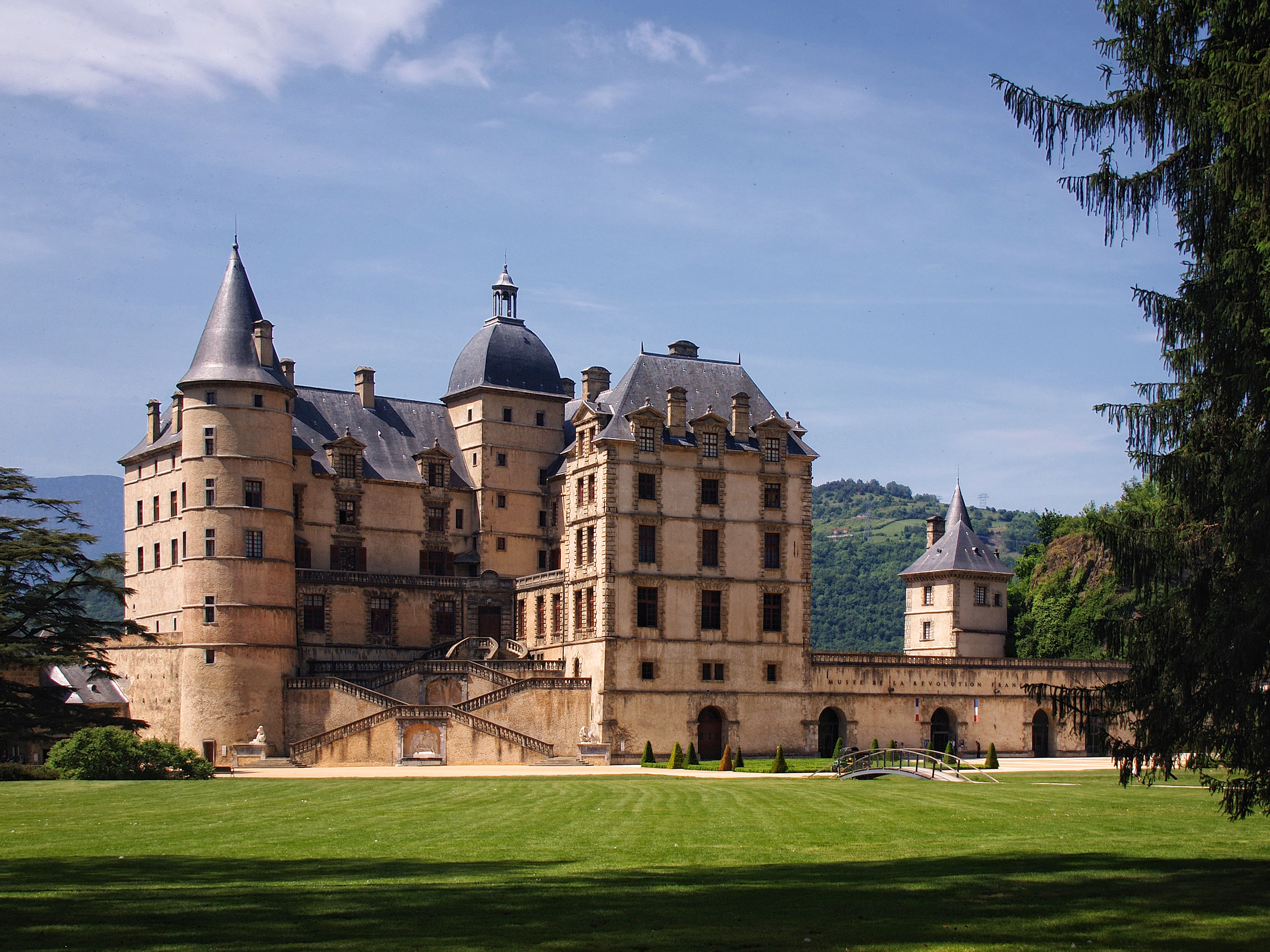
Château de Vizille, nu "Musée de la Révolution"

De Eed op de Kaatsbaan

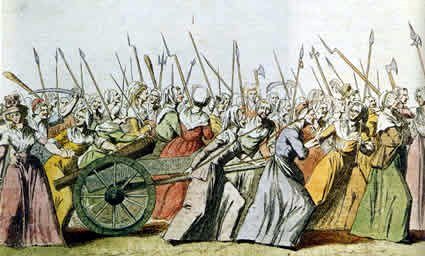
De optocht van vrouwen naar Versailles, op 5 oktober 1789

Mounier deed in mei 1789 diverse pogingen de drie standen bij elkaar te krijgen
Op 20 juni 1789 riep hij op tot de Eed op de Kaatsbaan. De Assemblée Nationale moest worden opgeroepen 'dat zij nooit uiteen zou gaan en overal zou samenkomen, waar de omstandigheden het vereisten, totdat de constitutie opgesteld en op een stevige grondslag was geplaatst'.
Op 23 juni 1789, na de koninklijke zitting, protesteerde hij tegen de bepalingen van de verordeningen die waren uitgeroepen. Op 9 juli trad hij toe tot de grondwetscommissie.  Als rapporteur van de grondwetscommissie in de Constituerende Vergadering ontwikkelt hij de principes die de Franse Grondwet moeten regelen. Mounier verkondigt de noodzaak van een voorafgaande verklaring van de mensenrechten.
In de nacht van 4 augustus werd in een tumultueuze vergadering besloten tot het afschaffen van de feodale rechten van het ancien régime; Mounier verdedigde het recht van eigendom, de spil waaromheen alles in de nieuw orde draaide. Eind augustus 1789 presenteerden commissies aan de grondwetgevende vergadering de artikelen van de Verklaring van de rechten van de mens en de burger; de eerste drie artikelen waren op de uitgangspunten van Mounier gebaseerd.
Op 28 augustus opende Mounier de discussie over de grondwet.  Hij drong vooral aan op een tweekamerstelsel, met een Hogerhuis en een Lagerhuis naar Engels model. Op 31 augustus kwam hij met een voorstel tot oprichting van een erfelijke senaat. De voorstanders van het tweekamerstelsel werden verpletterend verslagen. De volgende dag verliet hij de grondwetscommissie, in september gevolgd door Clermont-Tonnerre, Bergasse en Lally-Tollendal. 
Hoewel zijn voorstellen waren verworpen, werd hij op 28 september 1789 in het geheim gekozen tot voorzitter van de Constituerende Vergadering voor een periode van 15 dagen (tot 10 oktober). Mounier bepleitte inmiddels een onvoorwaardelijk recht van veto voor Lodewijk XVI, een voorstel dat tot heftige discussies leidde. Mounier constateerde dat de banken van de geachte afgevaardigden aan zijn rechterzijde om vijf uur 's middags leeg liepen, zodat het voor de radicalen gemakkelijk was er onder etenstijd allerlei revolutionaire voorstellen door de kamer te jagen.
Op 5 en 6 oktober 1789 namen duizenden hongerende vrouwen deel aan de Mars op Versailles. Ze eisten dat de koning zich in Parijs zou vestigen in de hoop dat daar meer brood zou worden geleverd. Mounier maakte de "visvrouwen" duidelijk dat hij hun grieven aan de koning zou overbrengen. Om tien uur 's avonds kwam hij terug. De koning had eindelijk de Verklaring van de rechten van de mens en de burger goedgekeurd. De volgende dag nam Mounier opnieuw de voorzitterzetel in, maar hij zag geen mogelijkheden de vrijheid van het woord te handhaven. Mounier trachtte vervolgens de gematigden te bewegen "en bloc" hun ontslag in te dienen, maar zijn pogingen leden schipbreuk. Op 8 oktober nam de uitgeputte Mounier zijn ontslag als voorzitter. Deze gebeurtenissen leidden tot de ondergang van de monarchiens en hun verdwijnen van het politieke toneel.

## Emigrant
Mounier trok zich op 10 oktober 1789 terug en keerde terug naar de Dauphiné.  Hij vluchtte op 22 mei 1790 met zijn gezin naar Zwitserland. Op 30 september 1790 werd het parlement van Grenoble opgeheven.
Mounier kwam aan het eind van 1794 naar Weimar en 1797 naar Dresden. Daar stichtte hij in opdracht van de hertog Carl August een opleidingsschool voor ambtenaren, waar hij les gaf in staatsrecht, geschiedenis en filosofie. Na de staatsgreep van 18 Brumaire verkreeg hij eerherstel en werd hij verwijderd van de lijst van émigrés. Hij ging in 1801 terug naar Frankrijk en wilde hij een soortgelijke school oprichten in Lyon. In 1802 werd hij benoemd als prefect van het departement van Ille-et-Vilaine. Door Napoleon Bonaparte werd Mounier in 1804 opgenomen in het Legioen van Eer en in 1805 in de Raad van State. Hij kreeg een leverkwaal en stierf op de leeftijd van 48 jaar.

## Werken
- Projet des premiers articles de la Constitution (1789)
- Déclaration des droits de l'homme et du citoyen (1789)
- Nouvelles observations sur les États-Généraux de France (1789)
- Rapport de M. Mounier (1789)
- Exposé de la conduite de M. Mounier, dans l'Assemblée nationale, et des motifs de son retour en Dauphiné (1789)
- Considérations sur les gouvernements, et principalement sur celui qui convient a la France. (1789)
- Lettre écrite à la municipalité & au comité du bourg de Veynes (1789)
- Rapport du comité chargé du travail sur la constitution (9 juli 1789)
- Aux Dauphinois (1790)
- Appel au tribunal de l'opinion publique du rapport de M. Chabroud, et du décret rendu par l'Assemblée nationale le 2 octobre 1790. Examen du mémoire du duc d'Orléans, et du plaidoyer du comte de Mirabeau, et nouveaux ecclaircissemens sur les crimes du 5 et du 6 octobre 1789 (1790)
- Réflexions politiques sur les circonstances présentes (1790)
- Observations sur l'état passé, présent et futur de la nation, et de l'influence du publiciste Mably sur la Révolution (1791)
- Recherches sur les causes qui ont empêché les Français de devenir libres, et sur les moyens qui leur restent pur aquiérir la liberté. Tome premier; Tome second. Genève (1792)
- Adolphe, ou principes élémentaires de politique, et résultats de la plus cruelle des expériences (1795)
- De l'influence attribuee aux philosophes, aux francs-masons et aux illumines sur la revolution de la France. Tübingen (1801)[20]
- Over den invloed op de Fransche omwenteling, welken men toegeschreven heeft aan de philosophen, aan de vrije-metzelaren en aan de illuminaten. Te Franeker bij Isaac Verweij (1802)